# Marcel Chatton
Pour les articles homonymes, voir Chatton.
Marcel Chatton (Épernay, 18 décembre 1919 - Châlons-en-Champagne, 23 décembre 1941) est un ouvrier et  résistant français.
Marcel Chatton a été arrêté le 17 septembre 1941 sur son lieu de travail, les caves de champagne Heidsieck, à la suite d'une perquisition au domicile de ses parents où la police française a découvert un tract intitulé « Brisons l'arme de l'antisémitisme ! unissons-nous ! » et signé le « Parti communiste français-SFIC », ainsi qu'une liste de souscription blanche à l'en-tête du « Comité départemental du Front national de lutte pour l'indépendance de la France ». L'enquête menée avait abouti à l'arrestation à Troyes d'André Crépin. Le 6 novembre 1941, Georges Dardenne et Edouard Quentin, camarades de travail de Chatton étaient arrêtés à leur tour par la police française sur dénonciation d'un membre de la Ligue française.
Le 17 décembre 1941, le tribunal militaire de Châlons-en-Champagne condamne à mort le jeune Chatton. Il est fusillé le 23 décembre suivant à la caserne Tirlet. Il tenait avec d'autres camarades sparnassiens, la feuille communiste clandestine La Champagne ouvrière.